# José Leopoldo González González
José Leopoldo González González (Cañadas de Obregón, 7 de febrero de 1955) es un eclesiástico católico mexicano. Es el obispo de San Juan de los Lagos, desde 2024. Fue obispo de Nogales (2015-2024) y obispo auxiliar de Guadalajara (2005-2015). También fue secretario general de la Conferencia del Episcopado Mexicano de 2006 a 2009.

## Biografía
Nació el 7 de febrero de 1955, en la ciudad mexicana de Cañadas de Obregón, Jalisco. Hijo de Leopoldo González Pérez y Rosa González Argümedo, siendo el tercero de siete hermanos. 
El 16 de septiembre de 1969 ingresó al Seminario Conciliar de Guadalajara, donde cursó sus estudios de secundaria, preparatoria y sus estudios religiosos. Tras realizar estudios en la Academia Pontificia Alfonsiana (1984-1986), obtuvo la licenciatura en Teología moral.

### Sacerdocio
Fue ordenado diácono en 1983, sirviendo en el Seminario Menor de Hermosillo. Su ordenación sacerdotal fue el 27 de mayo de 1984, a manos del cardenal-arzobispo José Salazar López; incardinándose en la arquidiócesis de Guadalajara.
Como sacerdote desempeñó distintos ministerios y fue: vicario parroquial de Villa Guerrero (1986-1987). También fue administrador parroquial del Santuario del Señor de los Rayos, en la comunidad de Temastián, de Totatiche (1987).
También fue prefecto de disciplina en el Seminario Menor de Guadalajara (1987). En 1988 fue nombrado director del Instituto de Vocaciones Adultas y profesor de Teología moral fundamental en el Seminario Mayor de Guadalajara (1988-1993).
Ejerció como capellán en los colegios: Teresa de Ávila, Enrique de Ossó y en San Roberto Abad. Además, sirvió en la población de San Jacinto y Casa Blanca de la parroquia de Atotonilquillo, y en el Club Atlas Golf de Guadalajara. 
Fue oficial del Pontificio Consejo para la Justicia y la Paz (1993-2001). Luego, fue párroco en la comunidad de Santa Cecilia (2001-2004), y secretario de Bienestar y Desarrollo Integral de la Universidad del Valle de Atemajac (2004-2006).

## Episcopado

### Obispo auxiliar de Guadalajara
El 15 de noviembre de 2005, el papa Benedicto XVI lo nombró obispo titular de Thuburnica y obispo auxiliar de Guadalajara. Fue consagrado el 25 de enero de 2006, en la parroquia de San Bernardo en Guadalajara; a manos del cardenal-arzobispo Juan Sandoval Íñiguez.
Durante este período, fue vicario de Pastoral en la arquidiócesis.
En la Conferencia del Episcopado Mexicano fue secretario general para el trienio 2006-2009, además de representante Delegado de México ante el Consejo Episcopal Latinoamericano (CELAM) para el mismo período.
En el CELAM, fue nombrado secretario general para el periodo 2009-2011, donde impulsó la Misión Continental Permanente.

### Obispo de Nogales
El 19 de marzo de 2015, fue erigida la Diócesis de Nogales, de la que fue nombrado su primer obispo al mismo tiempo. Tomó posesión canónica el 20 de mayo del mismo año, en la Catedral Santuario de Nogales.
Durante este periodo tuvo cargos dentro de la Conferencia del Episcopado Mexicano: presidente de la Comisión Episcopal para la Pastoral Social (2012-2018), segundo vocal del Consejo de la Presidencia (desde 2018), y miembro del Consejo Permanente de la Conferencia (2018-2021).

### Obispo de San Juan de los Lagos
El 19 de marzo de 2024, el papa Francisco, lo nombró obispo de San Juan de los Lagos. Tomó posesión el 25 de mayo del mismo año, durante una ceremonia en la Catedral Basílica de Nuestra Señora de San Juan de los Lagos.